# Nomada psilocera
Nomada psilocera är en biart som beskrevs av Kohl 1908. Nomada psilocera ingår i släktet gökbin, och familjen långtungebin. Inga underarter finns listade i Catalogue of Life.